# Chionaema rhadota
Chionaema rhadota là một loài bướm đêm thuộc phân họ Arctiinae, họ Erebidae.